# معماری دودمان سونگ

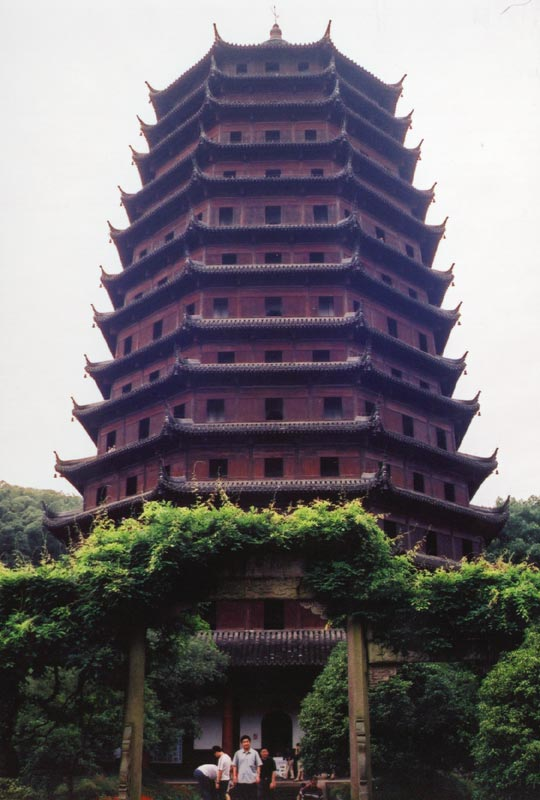
پاگودای لویهه در هانگژو ساخته شده در ۱۱۶۵ میلادی

معماری دودمان سونگ (۹۶۰–۱۲۷۹) برای پاگوداهای بودایی مرتفعش، پل‌های چوبی و سنگی عظیمش، آرامگاه‌های باشکوهش، و کاخ‌های مجملش شناخته می‌شود. با اینکه پیش از دوران سونگ آثار ادبی در باب معماری وجود داشته‌است، نوشته‌های معمارانه در این دوران توسعه یافت و به شکلی حرفه‌ای درآمد که ابعاد و مصالح کاری را به شیوه‌ای منظم و موجز توصیف می‌کند. به‌علاوهٔ بناهایی که امروزه بر جای مانده‌اند نقش‌های حکاکی‌شده در سنگ، ترسیمات معماری، و تصویرسازی‌هایی که در کتب مختلف انجام شده راهنمای پژوهشگران در مورد معماری این دورانند.
در ساختار دیوان‌سالارانه و کنفوسیوس‌گرای دودمان سونگ، معماران، نجاران، استادکاران، و مهندسان جایگاه بالایی نداشتند. دانش معماری برای هزاران سال از سینه به سینه، معمولاً از صنعتکاری به پسرانش انتقال می‌یافت. همچنین مدرسه‌ها و دیوان‌هایی دولتی برای ساخت‌وساز و مهندسی وجود داشت. راهنماهای دولتی ساخت‌وساز نیز برای صنعتکاران در استخدام دولت مرکزی و همچنین کارگاه‌های خصوصی در سراسر امپراتوری نگارش می‌شد.

## شهر و کاخ‌ها

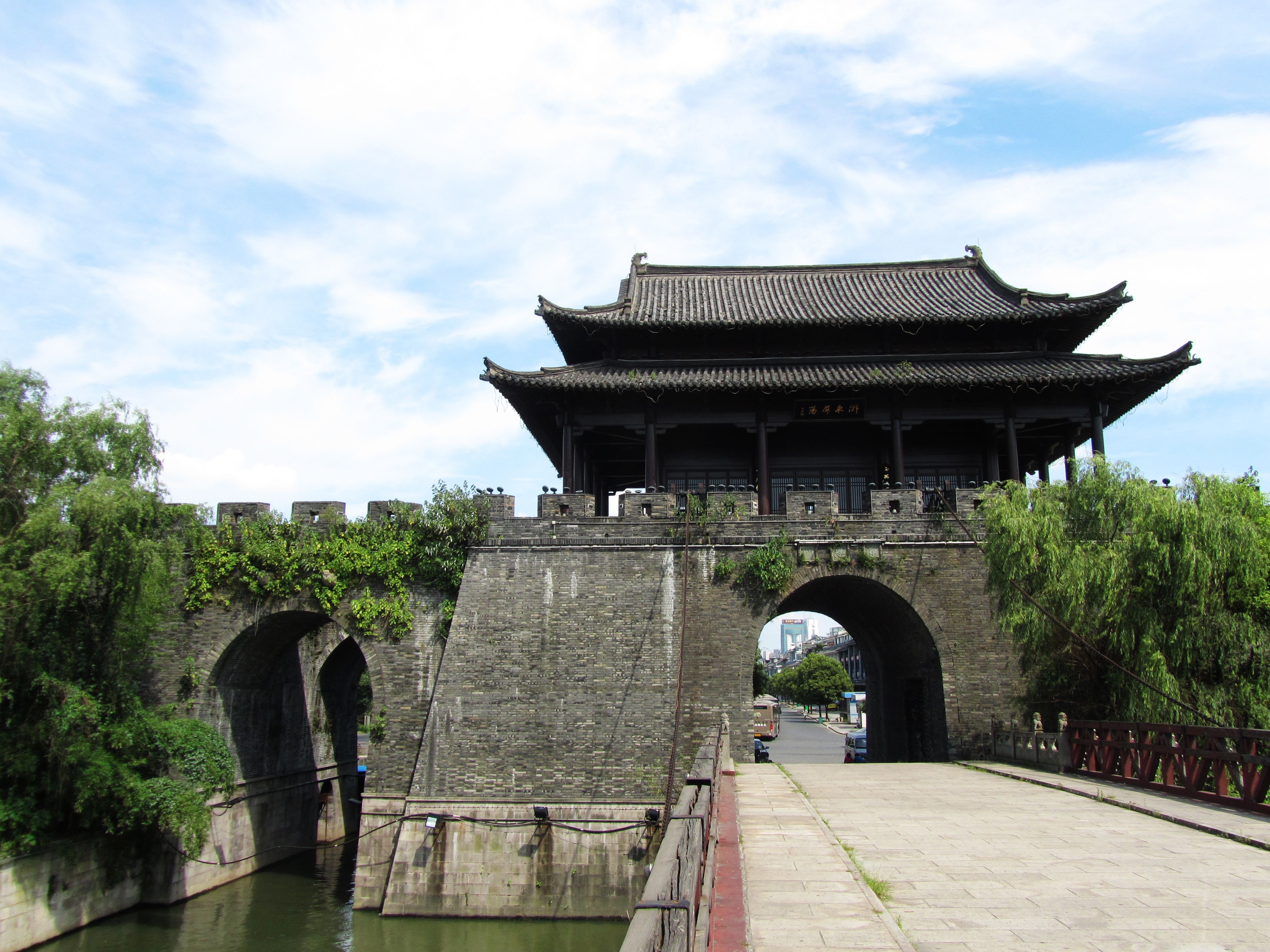
دروازهٔ شاوشینگ، چجیانگ province, ساخته شده در ۱۲۲۳ میلادی

طرح کلی پایتخت‌های چین باستان، مانند کایفنگ، پایتخت دودمان سونگ، بر اساس رهنمودهای کائو گونگ جی, بود که می‌گوید شهر باید دیواری با پلان مربع و چندین دروازه و همچنین گذرگاه‌هایی برای امپراتور داشته باشد. دیوارها معمولاً از خاک کوبیده ساخته می‌شد و از پایین به بالا از ضخامت آن کاسته می‌شد. در دوران سونگ کایفنگ سه دیوار شهری داشت: دیوار بیرونی، دیوار درونی، و کاخ در وسط. دیوار درونی پلانی مستطیلی داشت و سه دروازه در هر طرف. کاخ هم پلانی مستطیلی داشت و در هر رأس یک برج دیده‌بانی ساخته شده بود. کاخ در چهار جهت اصلی چهار در ورودی داشت. جلوی در ورودی جنوبی بلوار امپراتوری با حدود ۱۵۰ متر عرض قرار داشت و در دو سوی آن راهروهای امپراتوری کشیده شده بود. تا سال ۱۱۱۲ میلادی بازرگانان در کنار راهروهای امپراتوری بساط کسب‌وکار خود را پهن می‌کردند، ولی در آن سال این کار ممنوع شد.

## پاگوداهای بودایی
پس از پایان دودمان هان (۲۰۲ پیش از میلاد–۲۲۰ پس از میلاد), الگوی استوپای بودایی به عنوان مکانی برای نگهداری از سوترا وارد فرهنگ چینی شد. در دوران سلسله‌های شمالی و جنوبی، پاگودای خاص چینی شکل گرفت که از آرامگاه‌های مرتفع دوران هان تأثیر گرفته بود. در دوران دودمان سوئی و (۵۸۱–۶۱۸ میلادی) و دودمان تانگ (۶۱۸–۹۰۷ میلادی) نیز پاگوداهای چینی از سازه‌هایی صرفاً چوبی به سازه‌هایی از سنگ و آجر تبدیل شدند که نسبت به آتش و استهلاک مقاوم‌تر بودند.

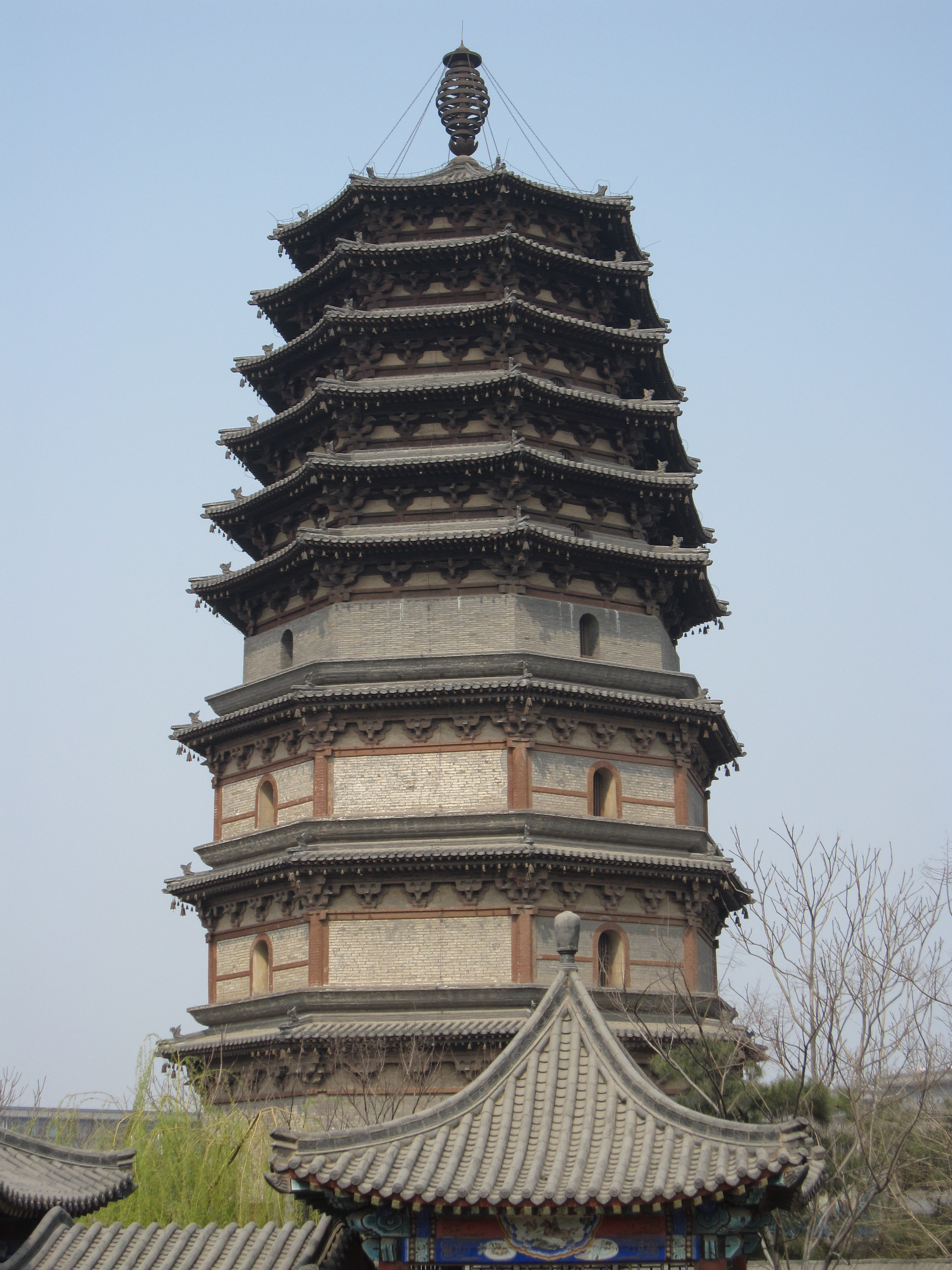
پاگودا در استان هبئیبا ۴۲ متر ارتفاع ساخته‌شده در سال ۱۰۶۵
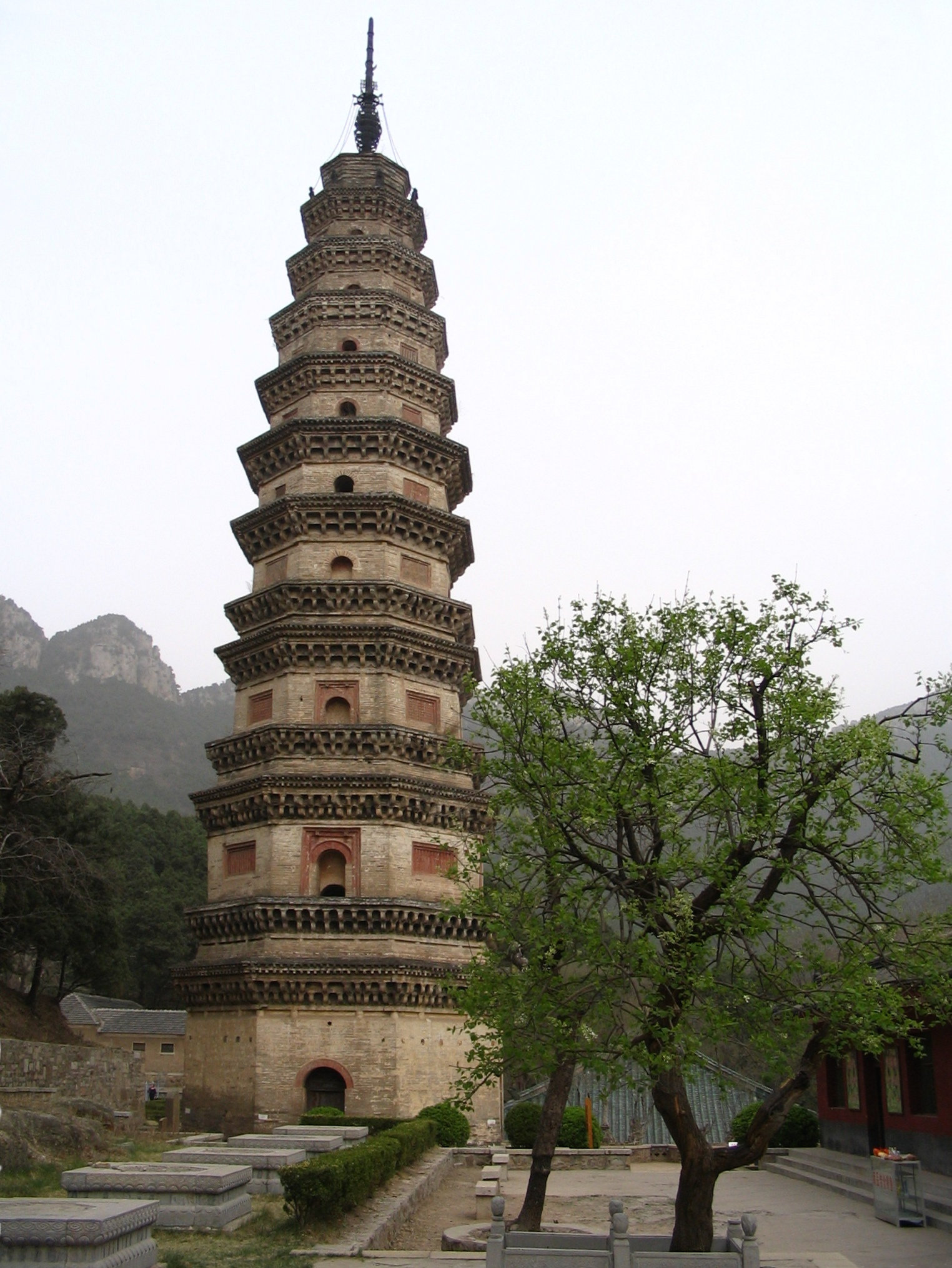
پاگودا در استان شاندونگ با ۵۴ متر ارتفاع ساخته شده در سال ۱۰۶۳ میلادی
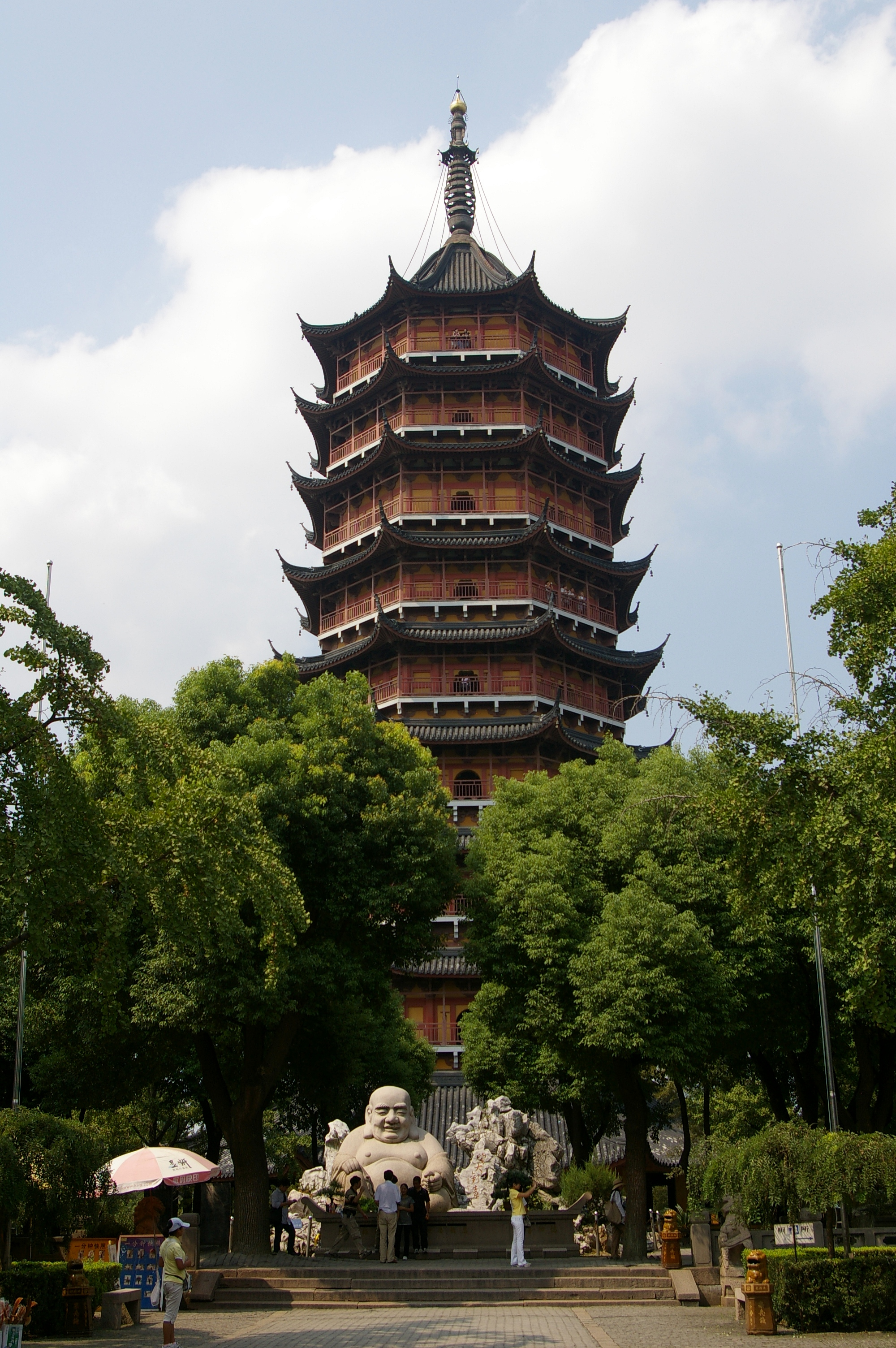
پاگودا نه طبقه با ۷۶ متر ارتفاع ساخته شده بین سال ۱۱۳۱ و ۱۱۶۲ میلادی
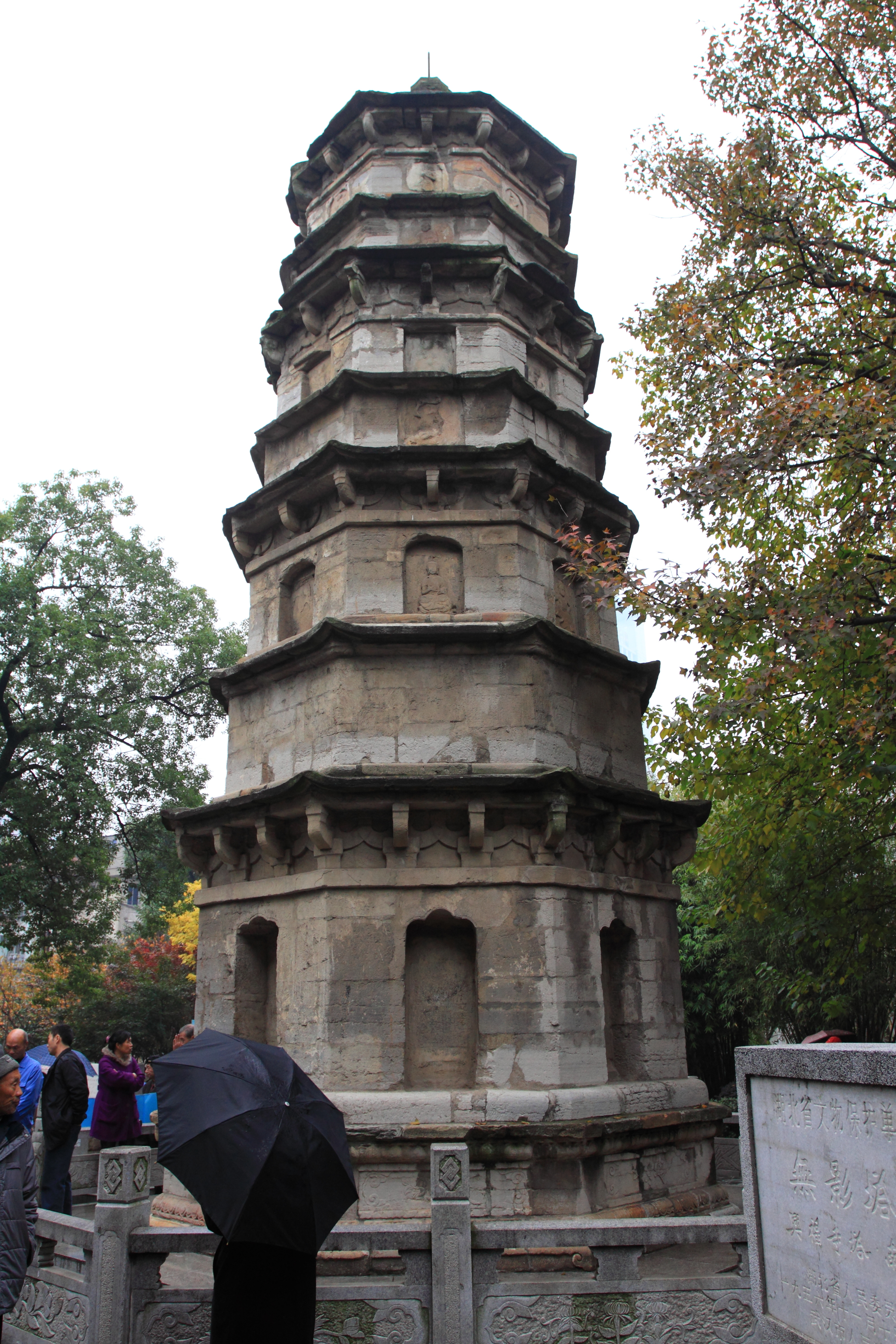
پاگودای ووینگ معروف به «پاگودای بدون سایه» ساخته شده در ۱۲۷۰ میلادی در دوران حمله مغول

## معابد

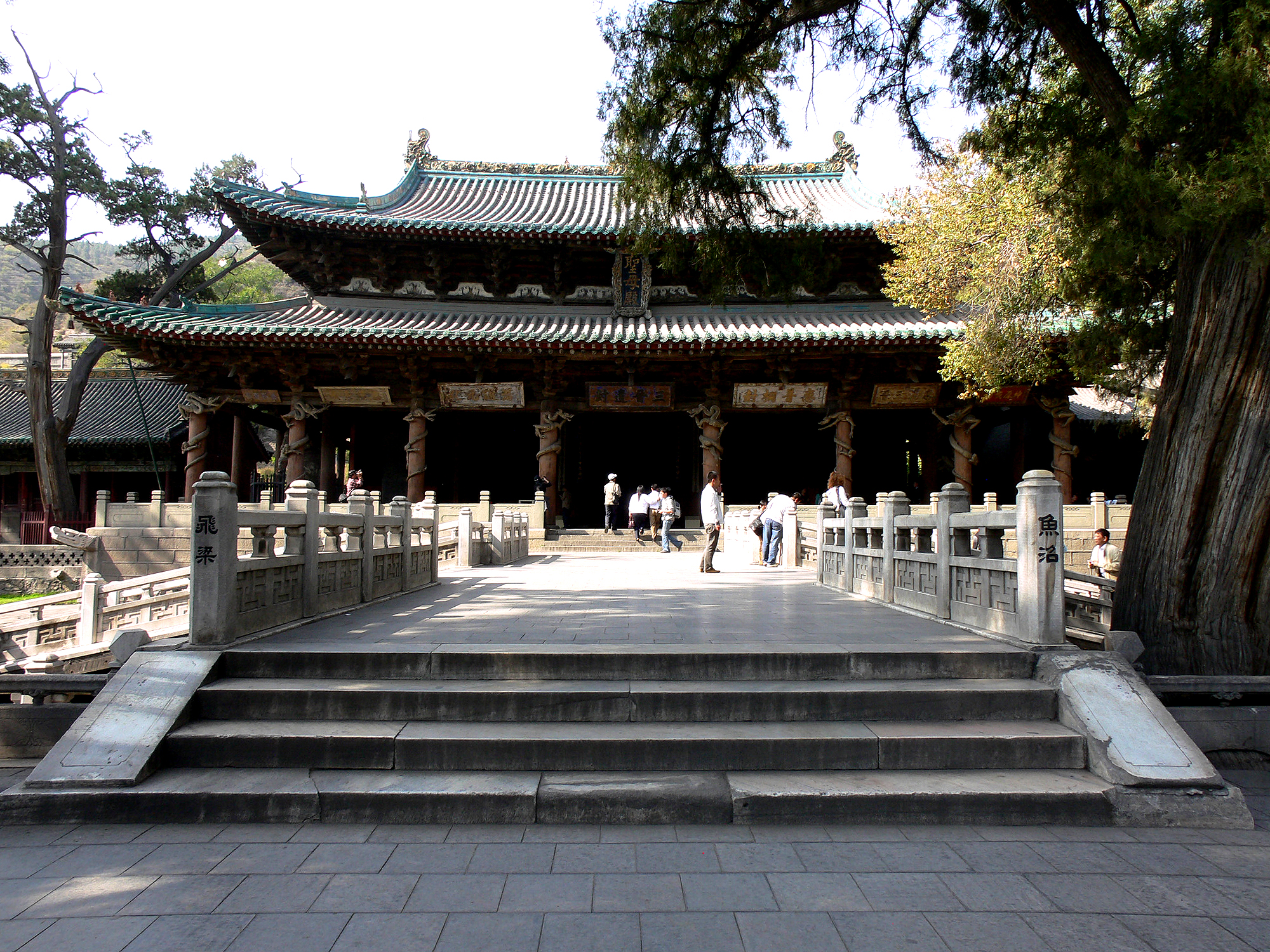
معبدی در جین‌سی ساخته شده در ۱۰۳۲ میلادی

در این دوران بین خانواده‌های متمول معمول بود بخشی از زمین‌های شخصی خود را به ساخت مجموعه‌های بزرگ معابد بودایی اختصاص دهند. در اغلب مواقع ساختمان‌های موجود را برای اهداف مذهبی تغییر کاربری می‌دادند. گاه ساخت یک معبد جدید در نزدیکی یک سکونت‌گاه باعث رونق آن سکونت‌گاه و توسعهٔ آن به شهری بزرگ می‌شد.

## پل‌ها
در دوران سونگ  پل‌های چوب‌بستی و سنگی عظیمی در سراسر چین ساخته شد که بسیاری از آن‌ها تا به امروز سر پا مانده‌اند و مورد استفاده قرار می‌گیرند.

## آرامگاه‌ها

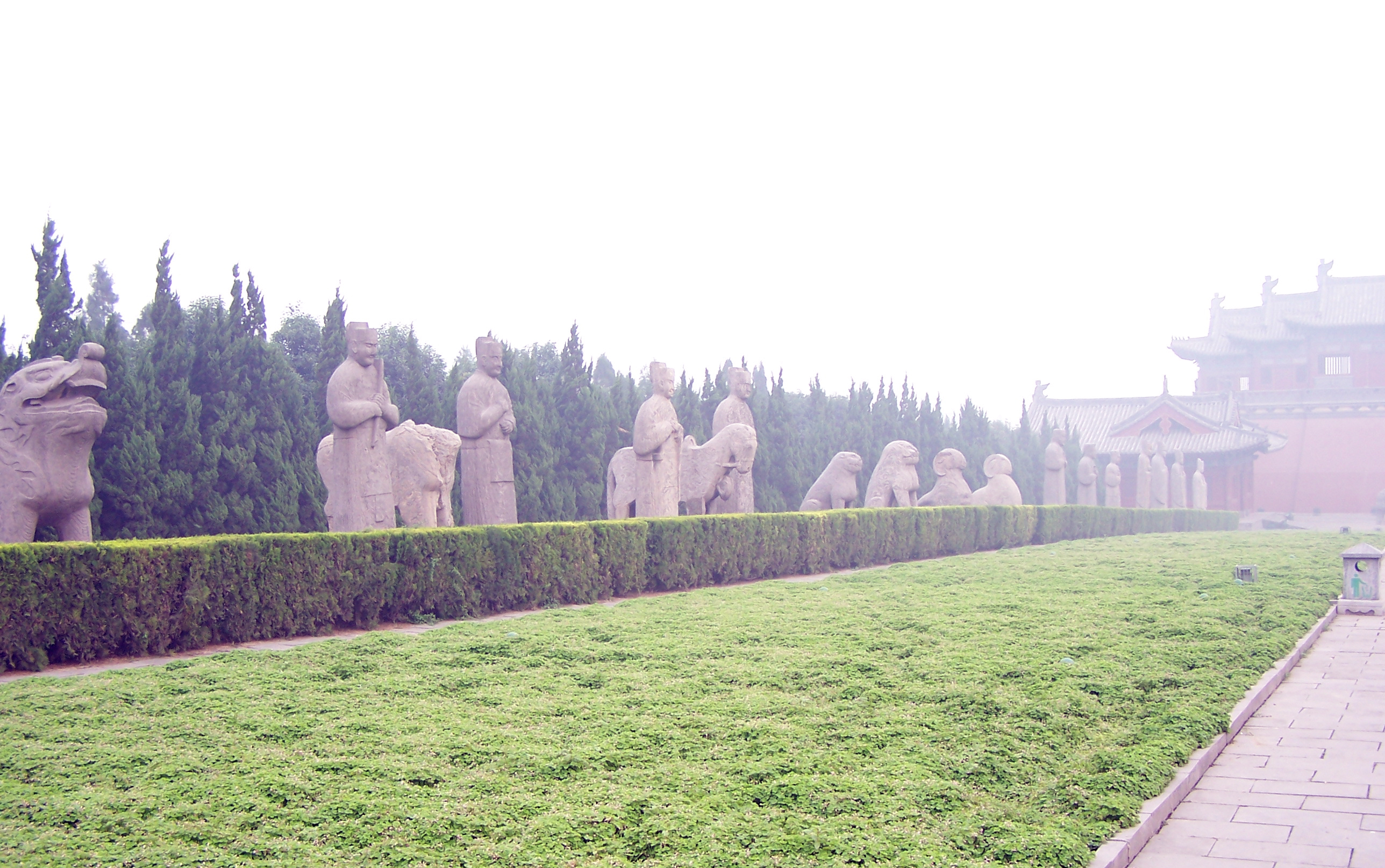
مجسمه‌هایی در کنار آرامگاه شمالی دودمان سونگ.

آرامگاه بزرگ دودمان سونگ در جنوب شهر گانگ‌یی در استان هنان قرار دارد و از بیش از هزار مقبره از امپراتوران، شاهزادگان، و دیگر اعضای خانوادهٔ سلطنتی تشکیل شده‌است. عرض مجموعه در راستای غرب تا شرق ۷ کیلومتر و طول آن در راستای شمال به جنوب ۸ کیلومتر است.

## معماری در هنر دودمان سونگ

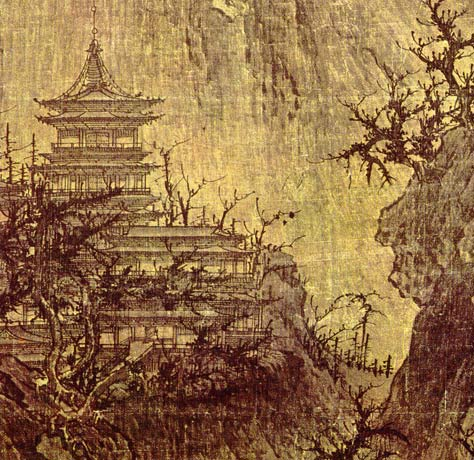
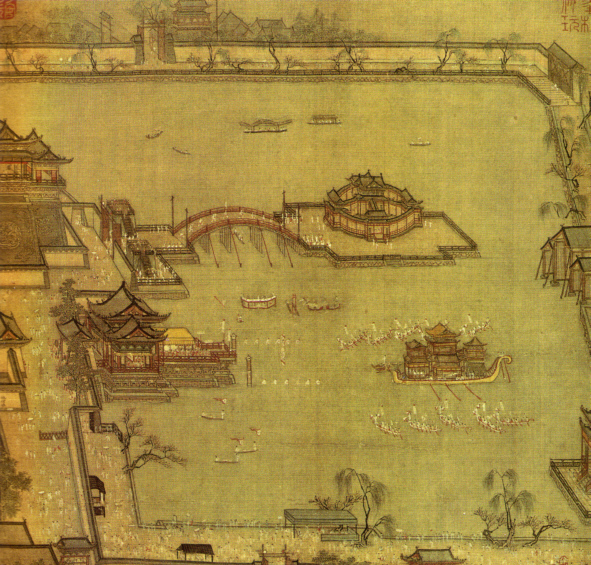
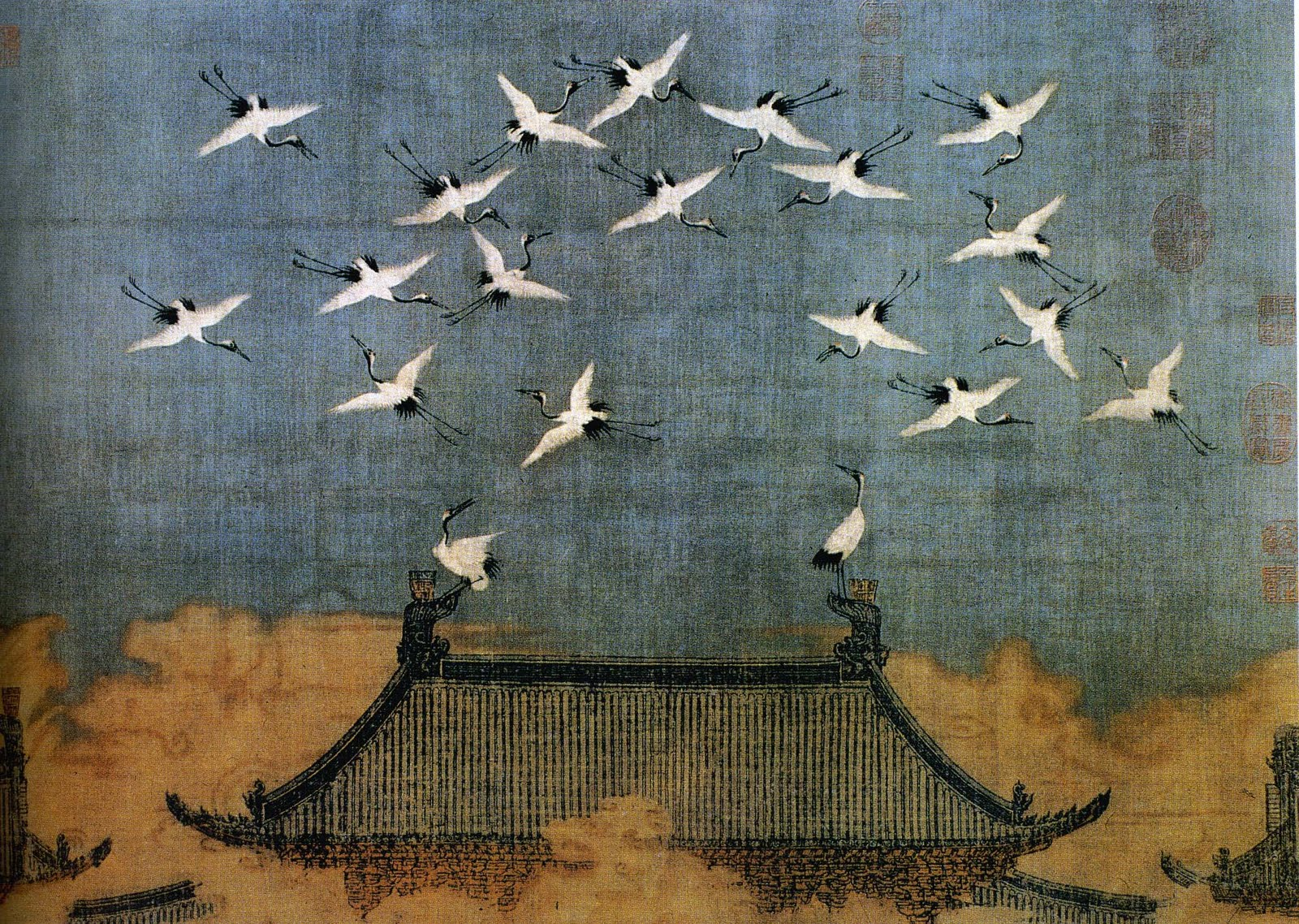
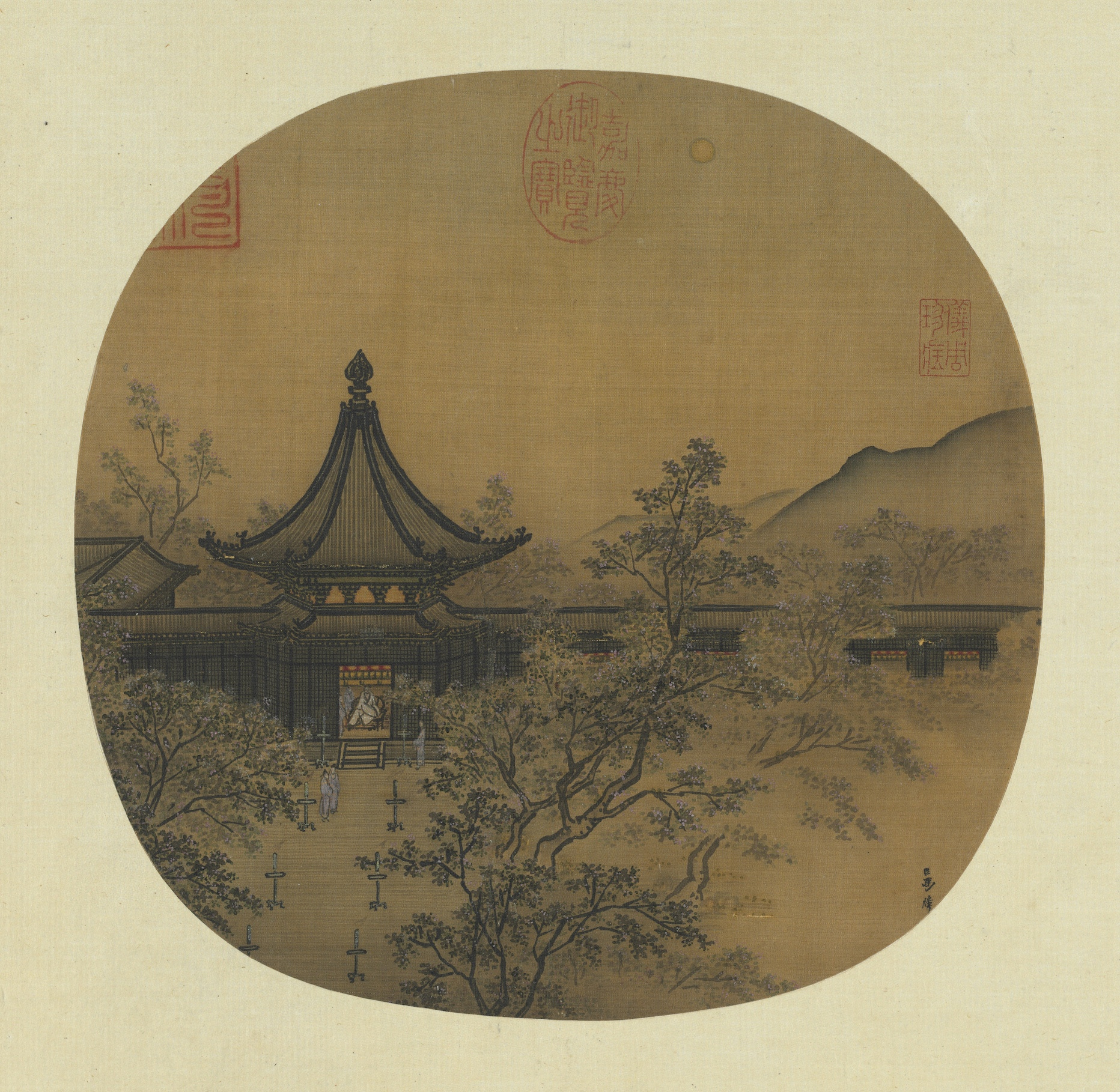
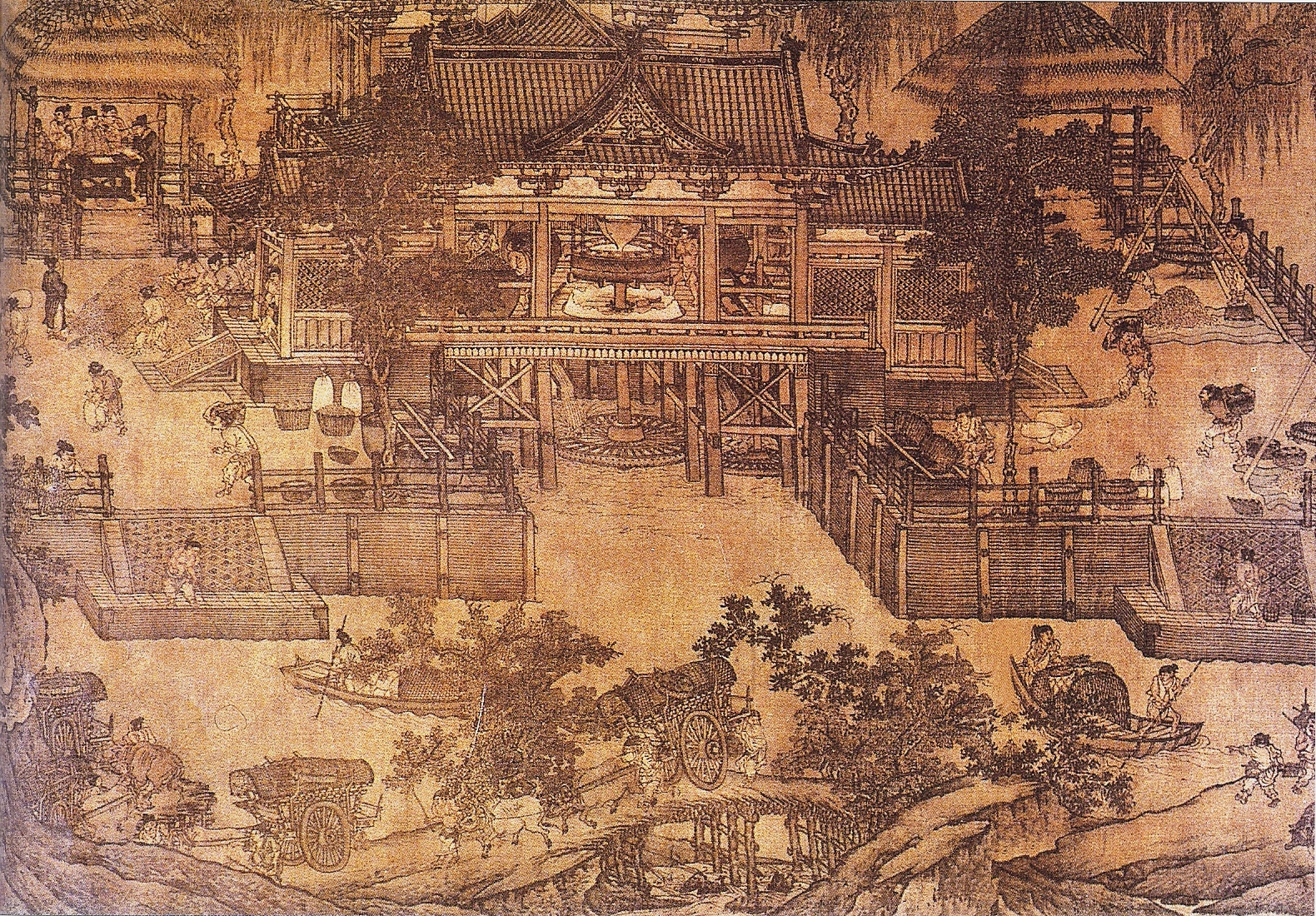
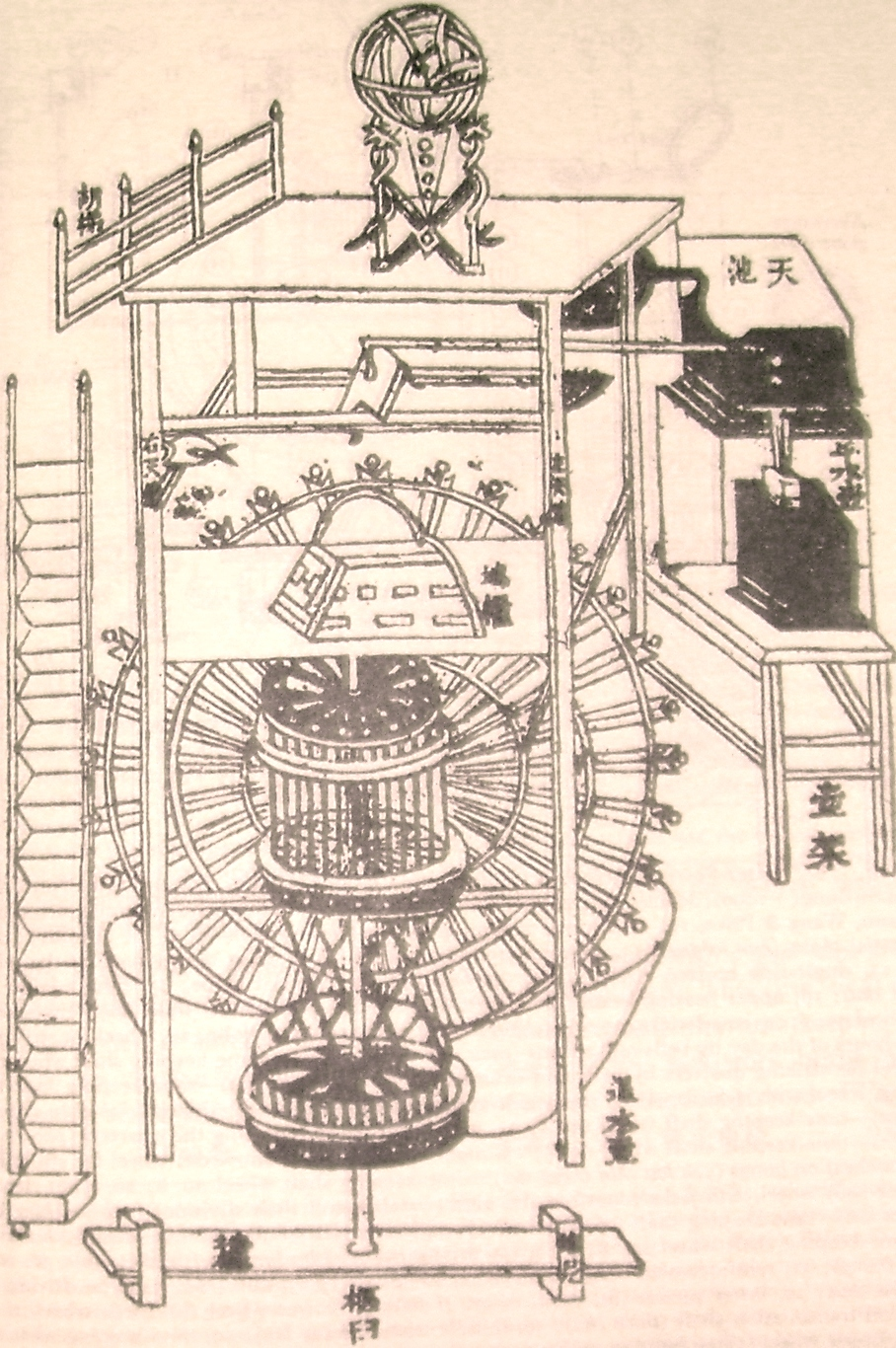
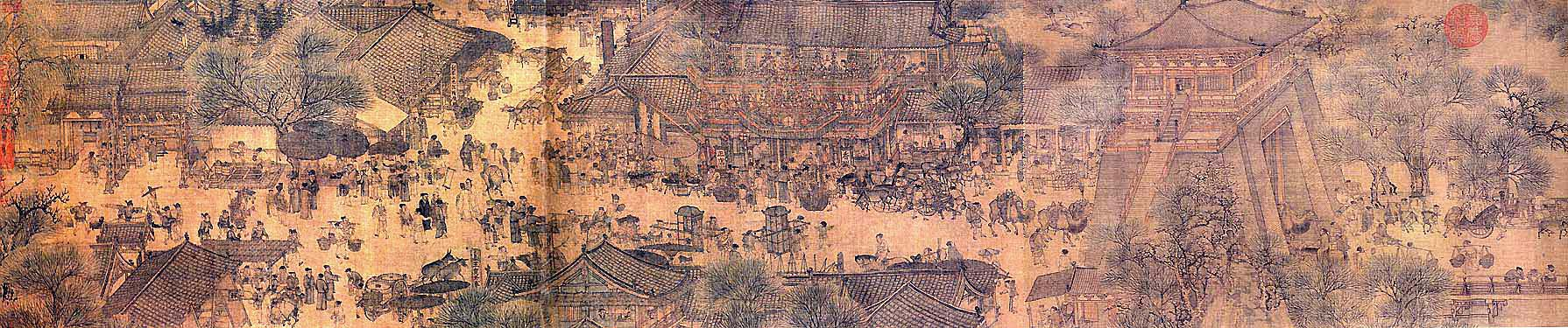